# Vatry
Pour les articles homonymes, voir Vatry (homonymie).
Vatry est une commune française, située dans le département de la Marne en région Grand Est.

## Géographie

### Localisation
Vatry est un village de Champagne crayeuse situé à 19 km au sud-ouest de Châlons-en-Champagne.
Il a donné son nom à l'aéroport de Châlons-Vatry, situé sur le territoire des communes de Bussy-Lettrée, Haussimont et Vassimont-et-Chapelaine, pourtant situé à 8 km du territoire communal.

### Communes limitrophes
Les communes limitrophes sont Breuvery-sur-Coole, Bussy-Lettrée et Soudron.
| Soudron |       | Breuvery-sur-Coole |
|         | Vatry |                    |
|         |       | Bussy-Lettrée      |

### Hydrographie
La commune est dans la région hydrographique « la Seine de sa source au confluent de l'Oise (exclu) » au sein du bassin Seine-Normandie. Elle est drainée par la Soude,.
La Soude, d'une longueur de 23 km, prend sa source dans la commune de Soudé et se jette  dans la Somme-Soude à Villeseneux, après avoir traversé six communes. Les caractéristiques hydrologiques de la Soude sont données par la station hydrologique située sur la commune de Vatry. Le débit moyen mensuel est de 0,54 m3/s. Le débit moyen journalier maximum est de 3,48 m3/s, atteint lors de la crue du 19 mars 1970. Le débit instantané maximal est quant à lui de 3,49 m3/s, atteint le 18 mars 1970.

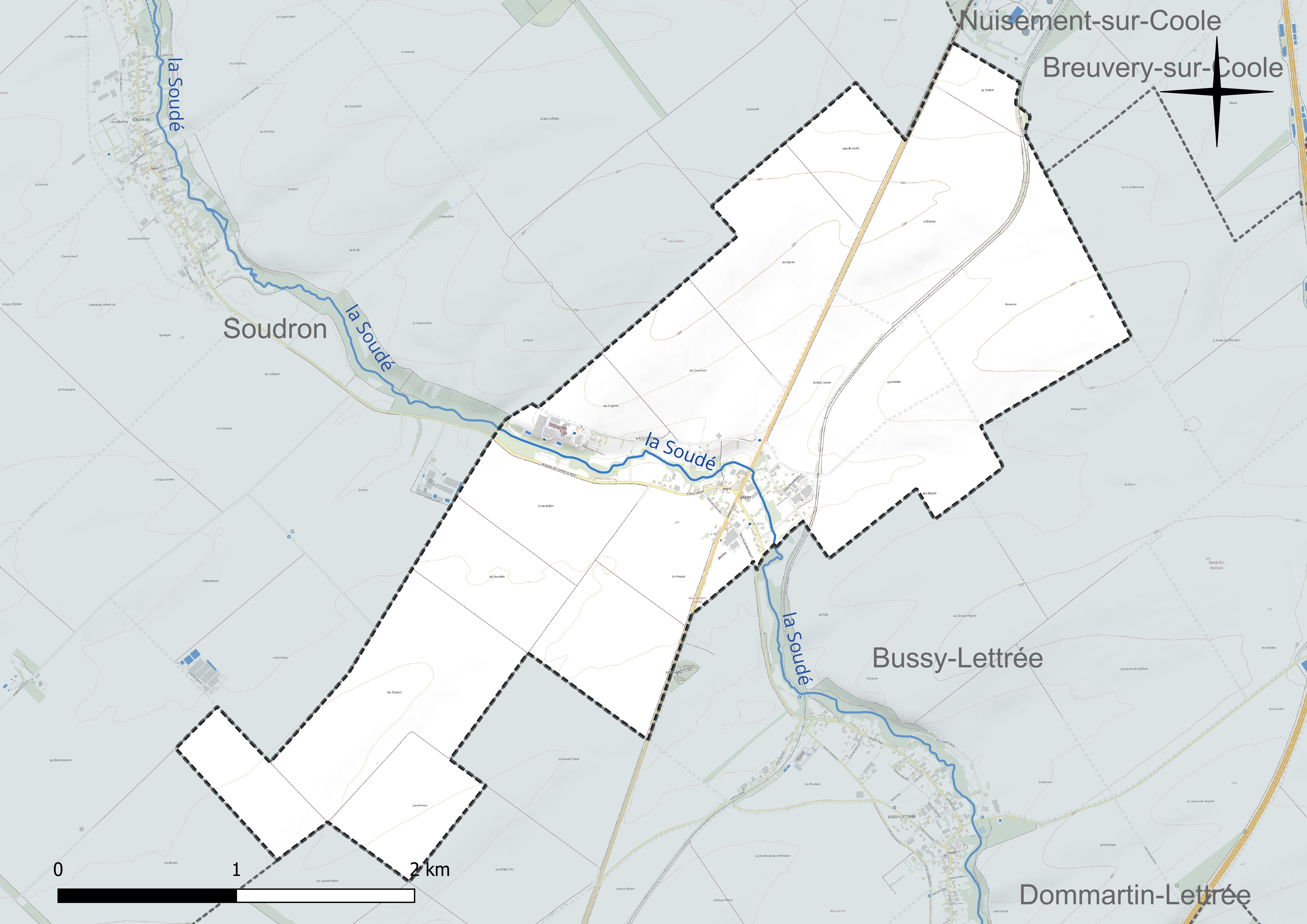
Réseau hydrographique de Vatry.

### Climat
Pour des articles plus généraux, voir Climat du Grand Est et Climat de la Marne.
En 2010, le climat de la commune est de type climat océanique dégradé des plaines du Centre et du Nord, selon une étude du Centre national de la recherche scientifique s'appuyant sur une série de données couvrant la période 1971-2000. En 2020, Météo-France publie une typologie des climats de la France métropolitaine dans laquelle la commune est exposée à un climat océanique altéré et est dans la région climatique Nord-est du bassin Parisien, caractérisée par un ensoleillement médiocre, une pluviométrie moyenne régulièrement répartie au cours de l’année et un hiver froid (3 °C).
Pour la période 1971-2000, la température annuelle moyenne est de 10,3 °C, avec une amplitude thermique annuelle de 16 °C. Le cumul annuel moyen de précipitations est de 739 mm, avec 11,8 jours de précipitations en janvier et 8,3 jours en juillet. Pour la période 1991-2020, la température moyenne annuelle observée sur la station météorologique installée sur la commune est de 11,0 °C et le cumul annuel moyen de précipitations est de 654,9 mm. 
La température maximale relevée sur cette station est de 41,1 °C, atteinte le 25 juillet 2019 ; la température minimale est de −15,3 °C, atteinte le 1er janvier 1997,,.
| Mois                                  | jan.             | fév.           | mars           | avril         | mai           | juin          | jui.          | août          | sep.         | oct.          | nov.          | déc.           | année      |
| ------------------------------------- | ---------------- | -------------- | -------------- | ------------- | ------------- | ------------- | ------------- | ------------- | ------------ | ------------- | ------------- | -------------- | ---------- |
| Température minimale moyenne (°C)     | 0,1              | 0,6            | 2,4            | 4,8           | 8,4           | 11,7          | 13,5          | 13,4          | 9,9          | 7,7           | 3,9           | 1,2            | 6,5        |
| Température moyenne (°C)              | 2,8              | 4              | 7              | 10,3          | 13,7          | 17,3          | 19,4          | 19,1          | 15,4         | 11,8          | 6,9           | 3,8            | 11         |
| Température maximale moyenne (°C)     | 5,5              | 7,4            | 11,6           | 15,7          | 19            | 22,9          | 25,4          | 24,8          | 20,8         | 15,9          | 9,9           | 6,4            | 15,4       |
| Record de froid (°C) date du record   | −15,3 01.01.1997 | −14,3 07.02.12 | −12,6 01.03.05 | −5,9 08.04.03 | −0,6 03.05.21 | 1,4 04.06.01  | 5,6 31.07.15  | 4,7 26.08.18  | 2,1 29.09.02 | −4,6 28.10.03 | −6,5 30.11.16 | −15,1 29.12.05 | −15,3 1997 |
| Record de chaleur (°C) date du record | 14,9 01.01.23    | 20 27.02.19    | 24,7 30.03.21  | 27,6 20.04.18 | 32,4 28.05.17 | 36,9 28.06.11 | 41,1 25.07.19 | 39,8 12.08.03 | 34 14.09.20  | 27,7 13.10.23 | 21,9 07.11.15 | 16,4 17.12.15  | 41,1 2019  |
| Précipitations (mm)                   | 51,6             | 51,5           | 47             | 39,8          | 68,5          | 53,9          | 54,6          | 58,7          | 44,6         | 60,2          | 53,6          | 70,9           | 654,9      |

| Diagramme climatique                                  |            |           |             |           |              |              |              |             |             |            |            |
| J                                                     | F          | M         | A           | M         | J            | J            | A            | S           | O           | N          | D          |
| 5,50,151,6                                            | 7,40,651,5 | 11,62,447 | 15,74,839,8 | 198,468,5 | 22,911,753,9 | 25,413,554,6 | 24,813,458,7 | 20,89,944,6 | 15,97,760,2 | 9,93,953,6 | 6,41,270,9 |
| Moyennes : • Temp. maxi et mini °C • Précipitation mm |            |           |             |           |              |              |              |             |             |            |            |

Les paramètres climatiques de la commune ont été estimés pour le milieu du siècle (2041-2070) selon différents scénarios d'émission de gaz à effet de serre à partir des nouvelles projections climatiques de référence DRIAS-2020. Ils sont consultables sur un site dédié publié par Météo-France en novembre 2022.

## Urbanisme

### Typologie
Au 1er janvier 2024, Vatry est catégorisée commune rurale à habitat dispersé, selon la nouvelle grille communale de densité à sept niveaux définie par l'Insee en 2022.
Elle est située hors unité urbaine. Par ailleurs la commune fait partie de l'aire d'attraction de Châlons-en-Champagne, dont elle est une commune de la couronne,. Cette aire, qui regroupe 97 communes, est catégorisée dans les aires de 50 000 à moins de 200 000 habitants,.

### Occupation des sols

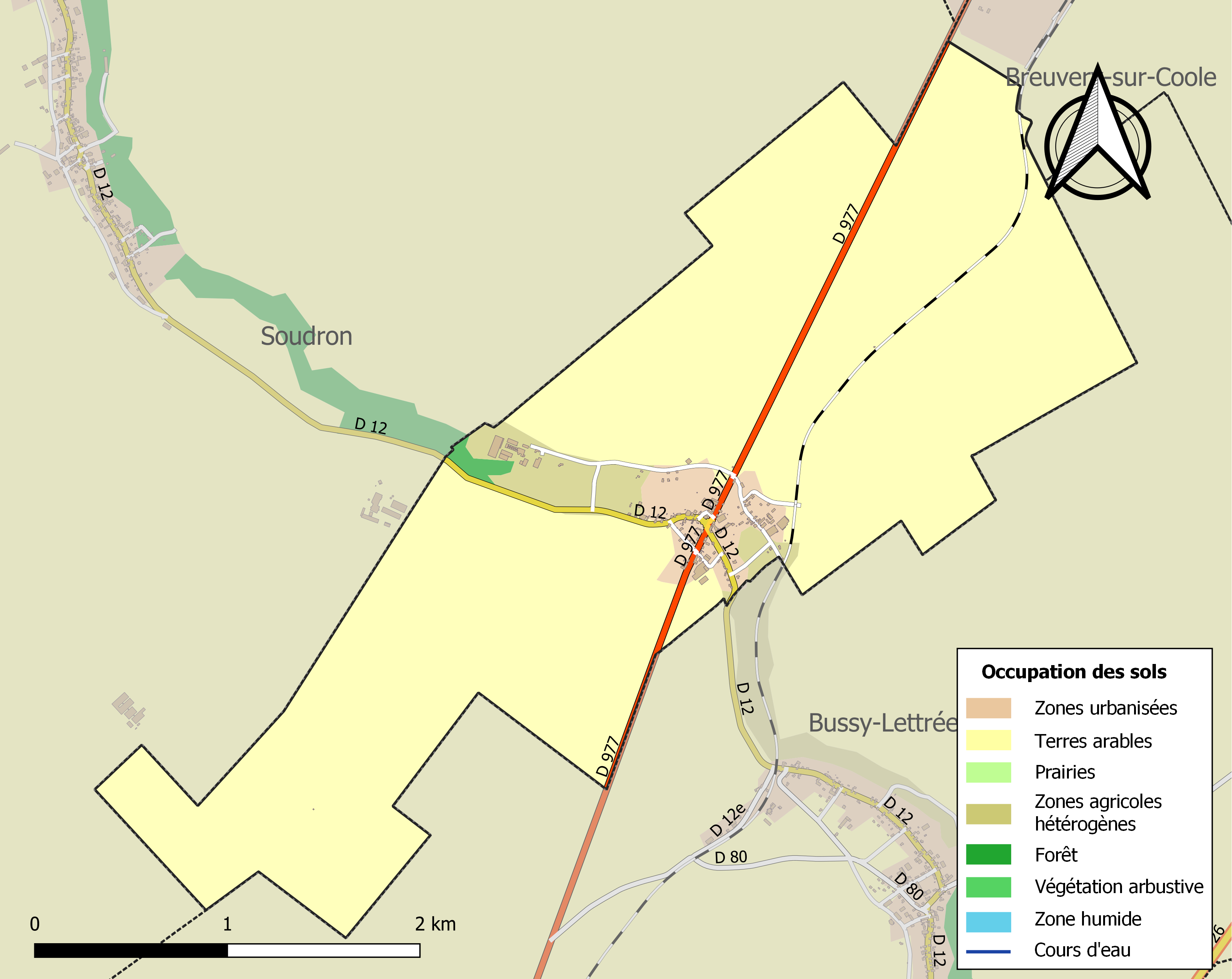
Carte des infrastructures et de l'occupation des sols de la commune en 2018 (CLC).

L'occupation des sols de la commune, telle qu'elle ressort de la base de données européenne d’occupation biophysique des sols Corine Land Cover (CLC), est marquée par l'importance des territoires agricoles (96 % en 2018), une proportion identique à celle de 1990 (96 %). La répartition détaillée en 2018 est la suivante : 
terres arables (92,4 %), zones urbanisées (3,6 %), zones agricoles hétérogènes (3,5 %), forêts (0,4 %). L'évolution de l’occupation des sols de la commune et de ses infrastructures peut être observée sur les différentes représentations cartographiques du territoire : la carte de Cassini (XVIIIe siècle), la carte d'état-major (1820-1866) et les cartes ou photos aériennes de l'IGN pour la période actuelle (1950 à aujourd'hui).

### Habitat et logement
En 2020, le nombre total de logements dans la commune était de 68, alors qu'il était de 56 en 2015 et de 46 en 2010.
Parmi ces logements, 94 % étaient des résidences principales, 0 % des résidences secondaires et 6 % des logements vacants. Ces logements étaient pour 97,2 % d'entre eux des maisons individuelles et pour 2,8 % des appartements.
Le tableau ci-dessous présente la typologie des logements à Vatry en 2020 en comparaison avec celle de la Marne et de la France entière. Une caractéristique marquante du parc de logements est ainsi l'absence de résidences secondaires et logements occasionnels à comparer avec la proportion départementale (3,1 %) et  de la France entière (9,7 %). Concernant le statut d'occupation de ces logements, 53 % des habitants de la commune sont propriétaires de leur logement (71,7 % en 2015), contre 51,8 % pour la Marne et 57,5 pour la France entière.
| Typologie                                               | Vatry | Marne | France entière |
| ------------------------------------------------------- | ----- | ----- | -------------- |
| Résidences principales (en %)                           | 94    | 87,7  | 82,1           |
| Résidences secondaires et logements occasionnels (en %) | 0     | 3,1   | 9,7            |
| Logements vacants (en %)                                | 6     | 9,2   | 8,2            |

### Voies de communication et transports
L'ancienne route nationale 77 (RD 977) ainsi que la route départementale 12 traversent le village, qui est aisément accessible depuis la sortie 19 de l'autoroute A26
La Ligne de Coolus à Sens, une ligne désaffectée de chemin de fer reliant les gares de Châlons-en-Champagne, de Troyes et de  Sens traverse le village. Fin 2016, le CESER de la région Grand Est plaçait dans les secondes priorités le fait de remettre en service une partie de la ligne, pour le trafic voyageurs entre Coolus et Troyes, afin de desservir l'aéroport Châlons-Vatry et l'agglomération troyenne.

## Toponymie
Le nom de la localité est attesté sous les formes Watrie (1218) ; Watriy (1327) ; Watrye lez Souldron (1496) ; Vatrie (1501) ; Watrie (1508) ; Vatrye (1515) ; Vatrie (1605).

## Histoire
Des traces d'habitat gaulois ont été découvertes au XIXe siècle.

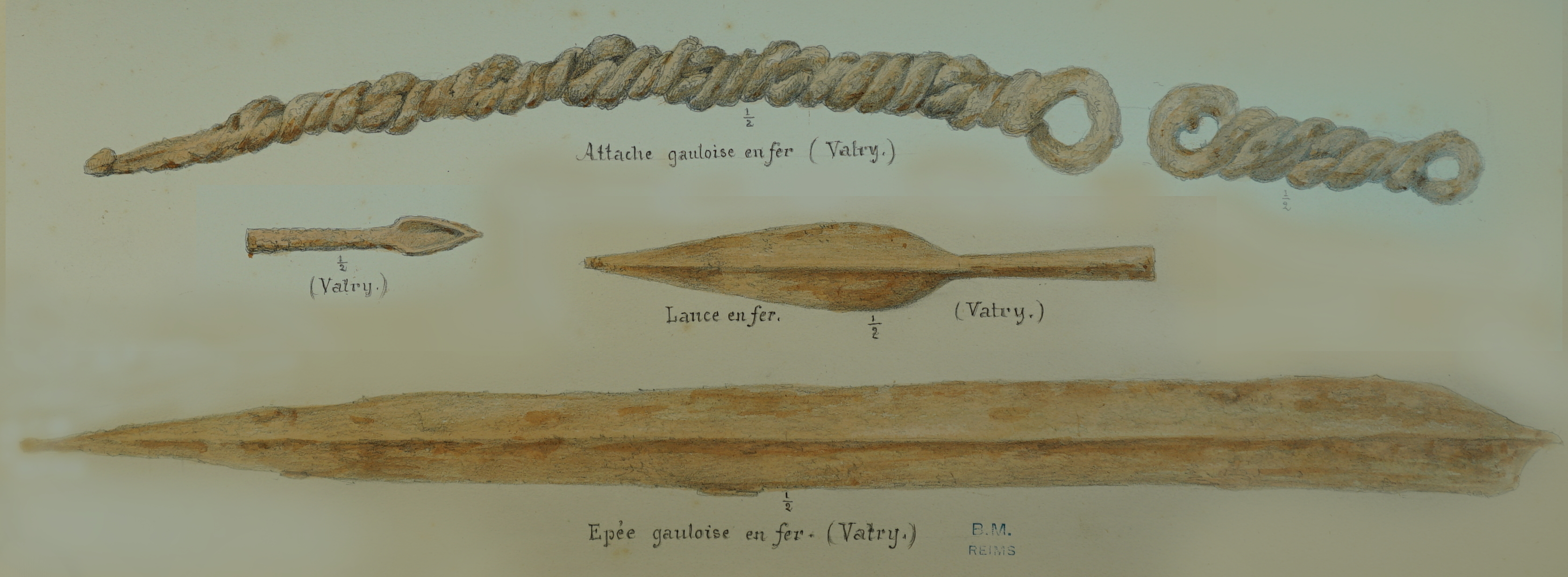
Armes gauloises d'une sépulture.

## Politique et administration

### Rattachements administratifs et électoraux

#### Rattachements administratifs
La commune se trouve dans l'arrondissement de Châlons-en-Champagne du département de la Marne.
Elle faisait partie depuis 1801 du canton d'Écury-sur-Coole. Dans le cadre du redécoupage cantonal de 2014 en France, cette circonscription administrative territoriale a disparu, et le canton n'est plus qu'une circonscription électorale.

#### Rattachements électoraux
Pour les élections départementales, la commune fait partie depuis 2014 du canton de Châlons-en-Champagne-3
Pour l'élection des députés, elle fait partie de la cinquième circonscription de la Marne.

### Intercommunalité
Vatry était membre de la communauté de communes de l'Europort, un établissement public de coopération intercommunale (EPCI) à fiscalité propre créé fin 1998  et auquel la commune avait transféré un certain nombre de ses compétences, dans les conditions déterminées par le code général des collectivités territoriales.
Conformément aux prescriptions de la loi de réforme des collectivités territoriales du 16 décembre 2010, qui a prévu le renforcement et la simplification des intercommunalités et la constitution de structures intercommunales de grande taille, et au schéma départemental de coopération intercommunale de la Marne du 15 décembre 2011, cette très petite intercommunalité a fusionné avec l'ancienne communauté d'agglomération de Châlons-en-Champagne, la communauté de communes de Jâlons et la communauté de communes de la Région de Condé-sur-Marne pour former l'actuelle communauté d'agglomération de Châlons-en-Champagne, dont est désormais membre la commune,,.

### Liste des maires
| Période                                  | Période                         | Identité           | Étiquette | Qualité        |
| ---------------------------------------- | ------------------------------- | ------------------ | --------- | -------------- |
| Les données manquantes sont à compléter. |                                 |                    |           |                |
|                                          |                                 |                    |           |                |
| Avant 1876                               |                                 | M. Lancelot        |           |                |
|                                          | après 1877                      | M. Hatat           |           |                |
|                                          |                                 |                    |           |                |
| avant 1981                               |                                 | Pierre Dormoy      |           |                |
|                                          |                                 |                    |           |                |
| mars 2001                                | 2008                            | Louise Gandon      |           |                |
| mars 2008                                | automne 2019                    | Daniel Franconnet, |           | Démissionnaire |
| mai 2020                                 | En cours (au 1er novembre 2022) | Gérald Piermé      |           | Agriculteur    |

## Population et société

### Démographie
L'évolution du nombre d'habitants est connue à travers les recensements de la population effectués dans la commune depuis 1793. Pour les communes de moins de 10 000 habitants, une enquête de recensement portant sur toute la population est réalisée tous les cinq ans, les populations de référence des années intermédiaires étant quant à elles estimées par interpolation ou extrapolation. Pour la commune, le premier recensement exhaustif entrant dans le cadre du nouveau dispositif a été réalisé en 2007.

En 2022, la commune comptait 146 habitants, en évolution de −1,35 % par rapport à 2016 (Marne : −1,19 %, France hors Mayotte : +2,11 %).
| 1793 | 1800 | 1806 | 1821 | 1831 | 1836 | 1841 | 1846 | 1851 |
| ---- | ---- | ---- | ---- | ---- | ---- | ---- | ---- | ---- |
| 185  | 167  | 185  | 130  | 127  | 149  | 161  | 157  | 155  |

| 1856 | 1861 | 1866 | 1872 | 1876 | 1881 | 1886 | 1891 | 1896 |
| ---- | ---- | ---- | ---- | ---- | ---- | ---- | ---- | ---- |
| 143  | 137  | 135  | 172  | 126  | 117  | 115  | 124  | 102  |

| 1901 | 1906 | 1911 | 1921 | 1926 | 1931 | 1936 | 1946 | 1954 |
| ---- | ---- | ---- | ---- | ---- | ---- | ---- | ---- | ---- |
| 96   | 102  | 98   | 93   | 116  | 123  | 114  | 138  | 120  |

| 1962 | 1968 | 1975 | 1982 | 1990 | 1999 | 2006 | 2007 | 2012 |
| ---- | ---- | ---- | ---- | ---- | ---- | ---- | ---- | ---- |
| 126  | 114  | 108  | 120  | 105  | 102  | 107  | 108  | 119  |

| 2017 | 2022 | - | - | - | - | - | - | - |
| ---- | ---- | - | - | - | - | - | - | - |
| 158  | 146  | - | - | - | - | - | - | - |

## Économie
- Exploitations agricoles.
- Le développement en tant que plate-forme de fret logistique de l'aéroport Paris-Vatry (anciennement aéroport de Châlons-Vatry) géré par Europort a eu un impact positif sur l'emploi.

En 2005, l'aéroport de Vatry est le quatrième aéroport de fret français et devient le troisième en 2007. Il pourrait alléger le trafic aérien principalement celui du fret de l'Ile-de-France, étant en concurrence avec l'aéroport de Roissy (ce dernier bénéficiant de sa localisation en région parisienne et d'une bonne desserte de l'Europe du Nord mais risquant une saturation à moyen terme et une opposition des riverains à toute augmentation du trafic).
Le rapport de la cour des comptes de 2008 souligne la sous-utilisation de l'aéroport.

## Culture locale et patrimoine

### Lieux et monuments
- Église Saint-Laurent du XIIIe siècle.

## Pour approfondir